# Прато дел Сињоре (Торино)
Прато дел Сињоре је насеље у Италији у округу Торино, региону Пијемонт.
Према процени из 2011. у насељу је живело 29 становника. Насеље се налази на надморској висини од 198 м.